# Lejops cooleyi
Lejops cooleyi är en tvåvingeart som först beskrevs av Seamans 1917.  Lejops cooleyi ingår i släktet sävblomflugor, och familjen blomflugor. Inga underarter finns listade i Catalogue of Life.